# Piazza della Signoria we Florencji

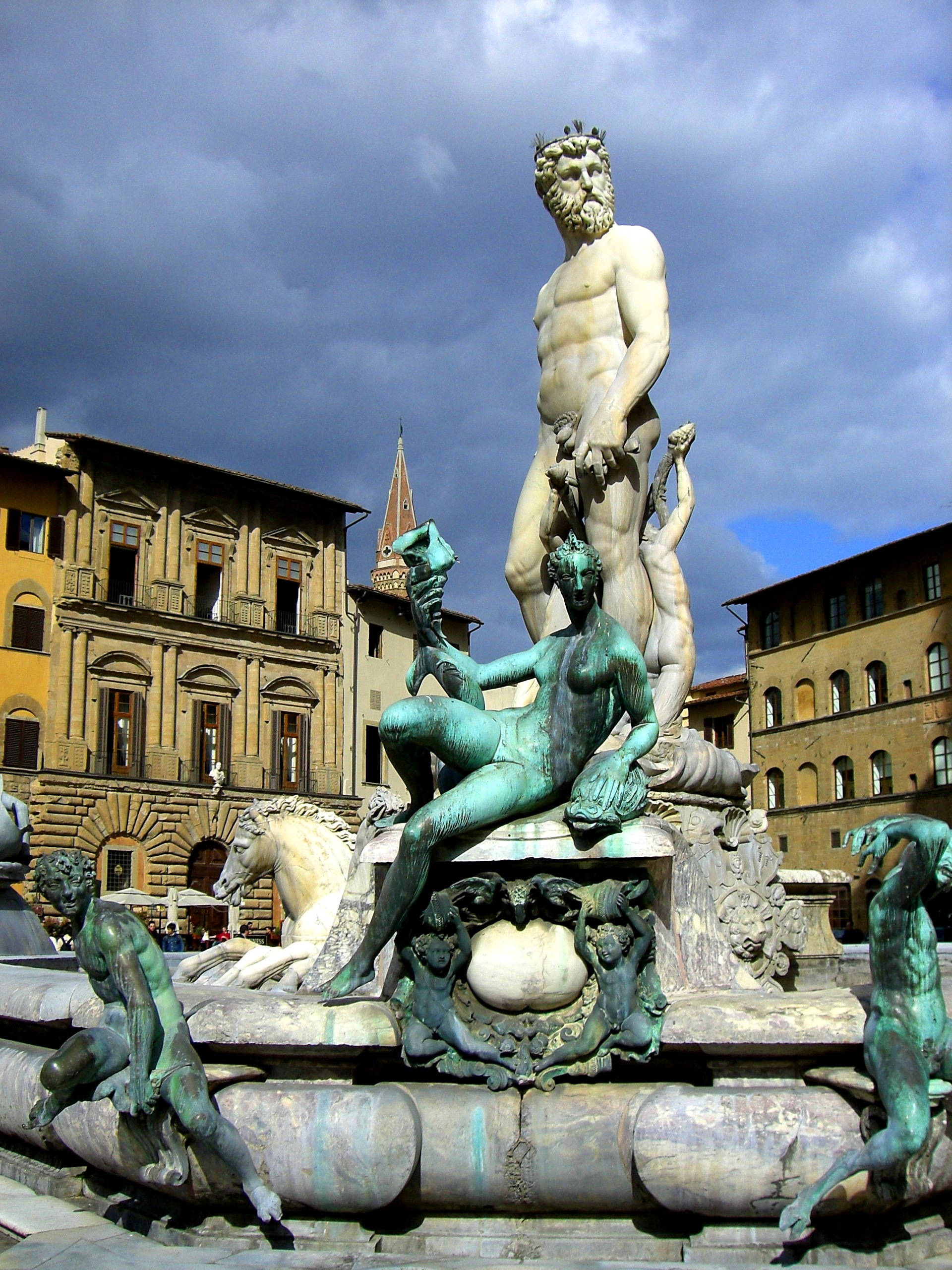
Fontanna Neptuna

Piazza della Signoria – plac w centrum Florencji zbudowany w okresie od XII do XIV wieku.
Powstał po wyburzeniu domów należących do rodzin gibelinów. Otoczony szeregiem pałaców wraz z eksponowanymi tutaj rzeźbami tworzy urbanistyczny kompleks odwiedzany przez licznych turystów. Jedną z najważniejszych budowli jest Palazzo Vecchio, usytuowany w jego południowo-wschodniej części. Przed nim znajdują się:
- fontanna Neptuna (fontanna di Piazza), zaprojektowana przez Bartolomeo Ammanatiego w latach 1563 – 1575, centralną postacią fontanny jest Neptun, rzeźba wykonana z białego marmuru. Posąg umieszczono na niewielkim powozie ciągniętym przez konie. Na obrzeżach fontanny umieszczono wykonane w brązie rzeźby fantastycznych stworów z atrybutami morza (muszle, delfiny itp.),
- Dawid – kopia rzeźby Michała Anioła, (w 1873 r. oryginał został przeniesiony do muzeum – Galleria dell’Accademia), posąg Dawida został wyrzeźbiony w 1501,
- grupa Herkules i Kakus – rzeźba Bandinellego.

Na placu, na lewo od fontanny Neptuna, znajduje się konny posąg Kosmy I, księcia Toskanii. Pomnik z 1594 r. jest dziełem Giambologni. Ustawiony na cokole ozdobionym płaskorzeźbami ukazującymi dokonania księcia. Są to sceny: "Wejście Kosmy I do Sieny"; "Nadanie Kosmie I insygniów władzy książęcej przez papieża Piusa V"; "Nadanie Kosmie I tytułu Wielkiego Księcia przez senat toskański".
Niewielka marmurowa płyta w pobliżu fontanny została wmurowana w miejscu "ogniska próżności" rozpalonego przez Savonarolę i stosu, na którym spalono jego ciało.
Na prawo od Pałacu Vecchio mieści się późnogotycka Loggia dei Lanzi.